# Jean Léchelle
Jean Léchelle   (Pueireiau, 2 d'abril de 1760 - Nantes, 11 de novembre de 1793) va comandar breument un exèrcit francès durant les guerres revolucionàries franceses. Després d'haver servit a l'exèrcit reial francès quan era jove, l'esclat de la Revolució Francesa el va trobar ocupat com a mestre d'esgrima. Va ser elegit per dirigir un batalló voluntari de la Guàrdia Nacional que va combatre a Valmy i Jemappes el 1792. Va guanyar la promoció a oficial general després de distingir-se al setge de Valenciennes i salvar un representant d'una multitud enfadada. Va guanyar tal favor amb els polítics i l'oficina de guerra que va ser ràpidament catapultat al comandament d'un exèrcit a la Revolta de la Vendée. Després que el seu capaç batalló demostrés la seva total idoneïtat per al lloc de comandant de l'exèrcit, va ser detingut amb la mateixa rapidesa i llançat a la presó on va morir, en un probable suïcidi.

## Primers passos
Léchelle va néixer el 2 d'abril de 1760 a Puyréaux. De jove es va allistar a l'exèrcit reial francès com a privat i més tard es va convertir en mestre d'esgrima a Saintes. Quan va esclatar la Revolució Francesa, es va inscriure a la Guàrdia Nacional de Charente Marítim. El 1791 es va convertir en tinent coronel del primer batalló de voluntaris de Charente. El 20 de setembre de 1792, el batalló va lluitar en la batalla de Valmy com a part de l'ala esquerra de Jean-Pierre François de Chazot. El 6 de novembre d'aquell any, la 1a Charente va ser a la batalla de Jemappes, on va ser inclosa a la 1a brigada de la primera línia de l'ala esquerra de François Richer Drouet, dirigida per Jean Henri Becays Ferrand.

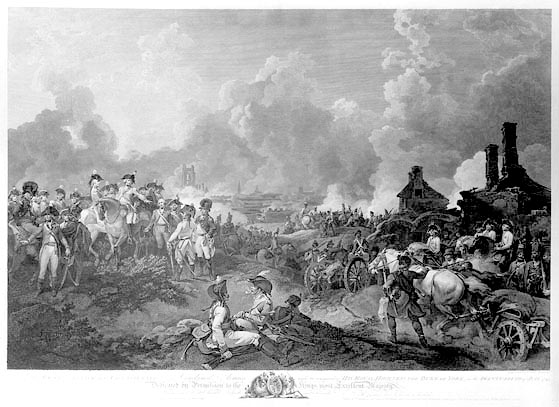
Setge de Valenciennes, 1793

El batalló va formar part de la guarnició durant el setge de Valenciennes que va durar del 25 de maig al 27 de juliol de 1793. Els defensors francesos dirigits per Jean Ferrand es van rendir a l'exèrcit de la coalició sota el comandament del príncep Frederic del Regne Unit (duc de York) després de la mort o la mort de 1.000 soldats de malaltia de 9.800 efectius. Els supervivents van ser alliberats amb la promesa de no lluitar contra l'exèrcit de la coalició durant un any. A mesura que les tropes franceses sortien de la ciutat per deixar les armes, els habitants de Valenciennes foren encarregats de fer-los aixecar la bandera borbònica. Léchelle va protegir el representant Charles Cochon de Lapparentquan els civils van amenaçar de fer-li mal, i Cochon va aconseguir el seu nomenament com a general de brigada el 17 d'agost de 1793. En qualsevol cas, Léchelle va guanyar la promoció mostrant coratge i persistència durant la defensa de Valenciennes.
La Revolta de la Vendée va ser una rebel·lió armada contra el reclutament d'homes per a l'exèrcit i contra l'hostilitat de la Convenció Nacional cap als sacerdots. Dirigits per la noblesa local, els Vendeans aviat van demostrar ser un formidable enemic. Per fer front a l'amenaça, el govern francès va formar tres exèrcits: l'exèrcit de les costes de la Rochelle des de la Gironda fins a la desembocadura del riu Loira, l'exèrcit de les costes de Brest des del Loira fins a Saint-Malo i l'exèrcit de les costes de Cherbourg des de Saint-Malo fins al riu Authie a l'est del riu Somme. El 9 de juny de 1793, els vendeans van destruir la divisió de Jacques de Menou de Boussay a la batalla de Saumur. Tot i que Jean Baptiste Camille Canclaux va derrotar els rebels a la batalla de Nantes el 29 de juny, els vendeans van guanyar la batalla de Vihiers el 18 de juliol quan una gran part de les forces republicanes simplement van fugir.
El 23 de juliol de 1793, l'exèrcit prussià va acabar amb èxit amb el setge de Magúncia. Els prussians van permetre sense pensar-ho a la guarnició francesa de 16.000 homes tornar a casa amb la condició de no lluitar contra la Coalició durant un any. El comandant de l'exèrcit del Rin, Alexandre, Vescomte de Beauharnais, va suggerir que utilitzar la guarnició per lluitar a la Vendée no seria una violació de la seva llibertat condicional. El 25 d'agost es va reunir a Tours l'anomenat Exèrcit de Mayence (el nom francès de Magúncia) dirigit per Jean-Baptiste Jean-Baptiste Annibal Aubert du Bayet. Entre els 14.000 efectius ben entrenats hi havia Jean-Baptiste Kléber recentment ascendit a general de brigada. Després que els austríacs i els anglesos havien comès la mateixa equivocació que els prussians, les 6.000 tropes en forma de la guarnició de Valenciennes foren enviades primer al setge de Lió i més tard a la Vendée.

## Comandament de l'exèrcit
La Tremblaye i Cholet 

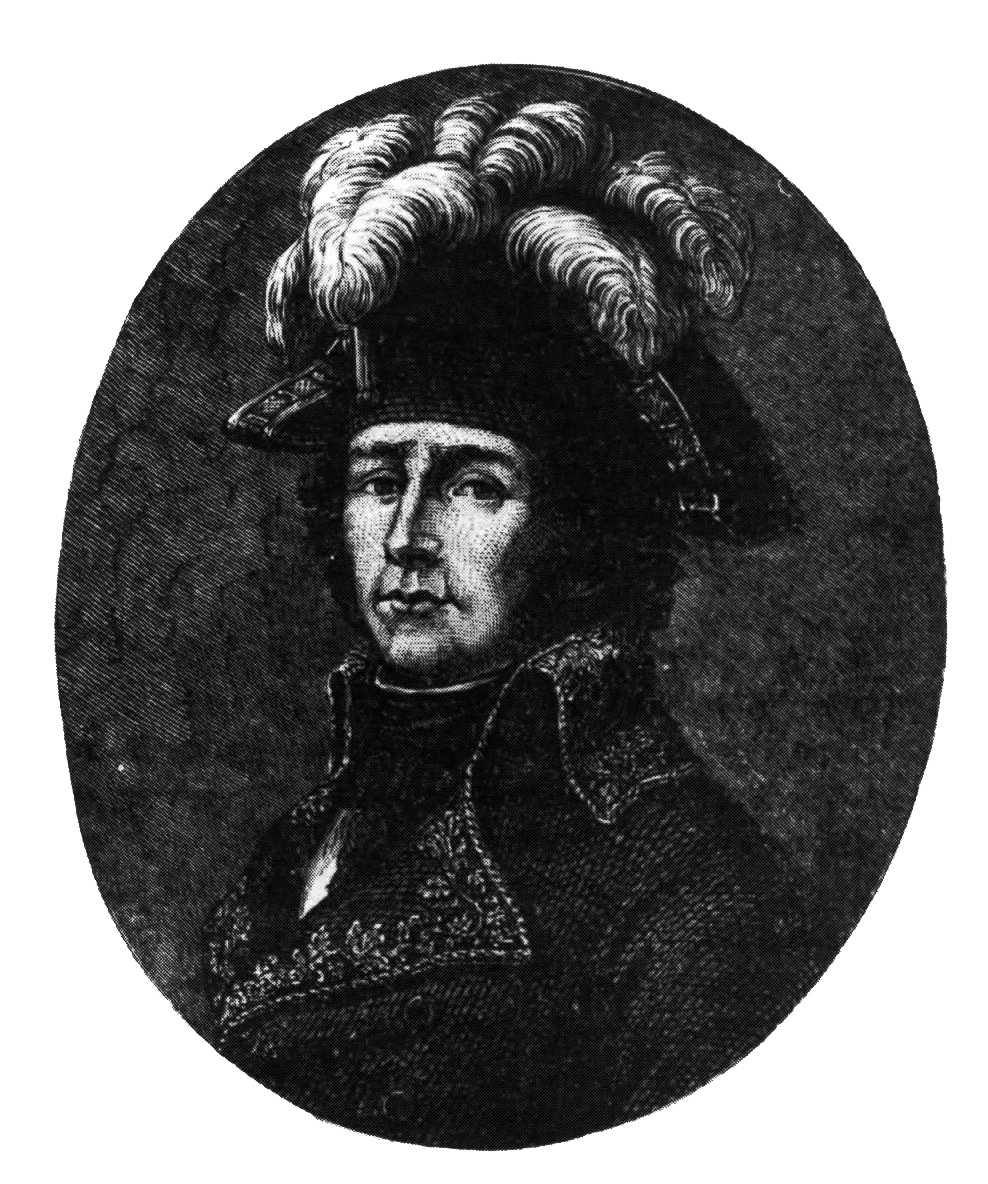
Léchelle va resultar ser pitjor que l'inepte Jean Antoine Rossignol.

A principis d'octubre de 1793, quan els francesos estaven a punt de llançar una nova ofensiva, Canclaux va ser suspès del comandament de l'Exèrcit de les Costes de Brest i du Bayet també va ser retirat del seu lloc. Els acomiadaments van ser provocats per l'engany de Charles Philippe Ronsin que va convèncer el ministre de guerra Jean Baptiste Noël Bouchotte que Canclaux i du Bayet eren els responsables de la manca d'èxit. Protegit de Bouchotte, Léchelle va ser cridat a ser comandant en cap de l'Exèrcit d'Occident el 30 de setembre. Havia estat ascendit a general de divisió gairebé al mateix temps. El nou exèrcit es va fer càrrec de les tropes de l'Exèrcit de les costes de La Rochelle, que antigament estava dirigit per Jean Antoine Rossignol, més l'exèrcit de Mayence. El 6 d'octubre Rossignol va anar a comandar l'Exèrcit de les Costes de Brest. Léchelle va estar oficialment al comandament des del 6 d'octubre. Va estar amb la divisió de La Rochelle al principi i Kléber va ser el comandant interí de les divisions de Nantes i Mayence en la seva absència. Deixant la divisió de La Rochelle a càrrec d'Alexis Chalbos, Léchelle va assumir el comandament de Kléber el 9 d'octubre.
El Comitè de Seguretat Pública creia que Léchelle combinava "l'audàcia amb els talents necessaris per acabar la guerra". Malauradament, va resultar ser pitjor que Rossignol que, tot i que valent, es va entendre que era incompetent. Quan Léchelle va arribar a la seu de Montaigu, Kléber li va col·locar un mapa i li va explicar l'estratègia del seu predecessor Canclaux. Sense molestar-se a mirar el mapa, Léchelle va respondre: "En aquest terreny es tracta d'una exhibició. Cal marxar majestuosament i en massa". Mentre Kléber apartava el mapa tranquil·lament, el representant Antoine Merlin de Thionville va declarar que el govern nomenava els generals més ignorants possibles. Després de la discussió, es va acordar que les divisions de Nantes i Mayence continuarien marxant des de l'oest cap a Cholet, on es reuniria amb columnes convergents de Luçon i Les Sables d'Olonne al sud i de Bressuire a l'est. Després de començar a La Châtaigneraie, Chalbos i François-Joseph Westermann van devastar el camp fins a Bressuire, on es van unir les columnes de Saumur i Thouars, formant un cos de 20.000 soldats.
El 14 d'octubre de 1793, Léchelle va ordenar a la columna Luçon que marxés per Mortagne-sur-Sèvre per establir contacte amb l'avantguarda de la divisió Mayence dirigida per Michel de Beaupuy. Un oficial de l'equip personal va notificar erròniament Beaupuy la cruïlla prevista i la divisió de Luçon va marxar cap a una emboscada vendeana. Després del cop del seu comandant, François Séverin Marceau-Desgraviers es va fer càrrec de la columna i va lluitar contra els Vendeans a la batalla de La Tremblaye el 15 d'octubre. Beaupuy va marxar cap a les armes i va ajudar a rebutjar els rebels el líder del qual, Louis Marie de Lescure, va resultar greument ferit.
L'exèrcit dels Vendeanos va evacuar Cholet l'endemà i va ser ocupat per 22.000 republicans amb 30 canons. Kléber va desplegar les tropes de Beaupuy i Nicolas Haxo a l'esquerra, la divisió Luçon al centre sota Marceau i els homes de Louis Antoine Vimieux a la dreta. A primera hora del matí, 9.000 homes sota Chalbos i François Muller van arribar de l'est. El 17 d'octubre, 41.000 vendeans van atacar a la Segona batalla de Cholet. Charles de Bonchamps i Maurice D'Elbée van assaltar el centre amb 14.000 rebels mentre Henri de La Rochejaquelein] i Jean-Nicolas Stofflet va atacar els flancs. La divisió de Beaupuy es va fer retrocedir i es van perdre 12 canons, però Marceau i Vimieux van mantenir la seva posició contra atacs desesperats. Tot just va aparèixer al camp la divisió de 4.000 homes de Muller, que va entrar en pànic i va fugir. Finalment, la reserva va ajudar a la divisió de Beaupuy a derrotar els Vendeans davant seu. Els Vendeans van llançar un darrer atac que va fallar i Bonchamps i Elbée van ser abatuts. L'exèrcit derrotat es va retirar cap al nord cap a Beaupréau aquella nit. Tot i que Léchelle manava nominalment, Kléber va escriure el despatx de batalla. Els republicans van patir 4.000 morts i ferits mentre que els vendeanos van patir 8.000 baixes.

## Entrammes

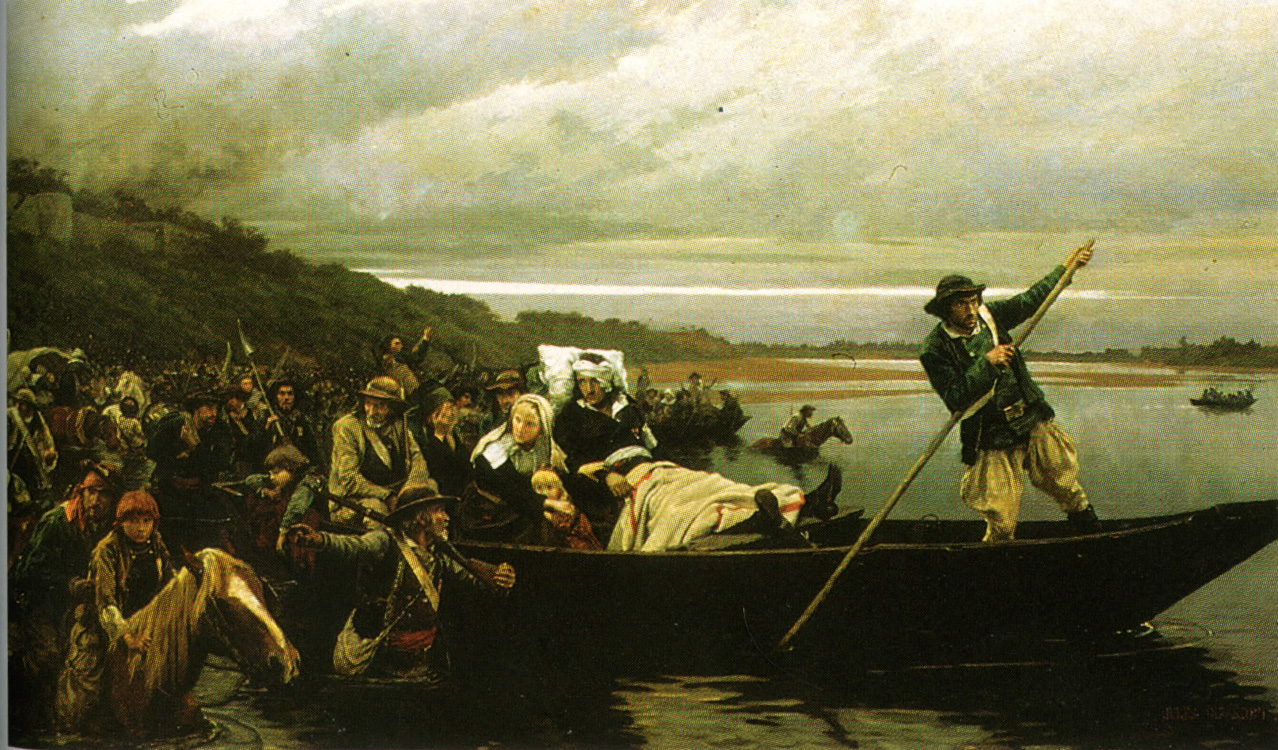
Vendeans travessant el riu Loira

Mentre la cavalleria de Westermann saquejava Beaupréau, l'exèrcit de la Vendée es va lliscar cap a Saint-Florent-le-Vieil, al Loira. L'endemà, l'exèrcit de la Vendée va creuar cap al costat nord del riu, evitant que Westermann arribés massa tard i va gastar la seva fúria devastant la zona. La responsabilitat d'escapar de l'exèrcit rebel es va deure al fracàs de Léchelle en impulsar la persecució, però també a 10.000 homes republicans al nord del Loira que no van poder bloquejar la travessia. Léchelle va prendre a Marceau, recentment ascendit a general de brigada, com a cap de gabinet després de Cholet. Kléber també va ser ascendit a general de divisió. El trasllat dels vendeans al nord del Loira es va inspirar en l'esperança que podrien capturar un port i contactar amb la flota britànica. L'exèrcit rebel, ara sota La Rochejaquelein, comptava amb prop de 30.000 combatents i 20.000 dones i nens. Parant a Laval, els Vendeans esperaven que els bretons acudissin a les seves banderes, però pocs s'hi van unir.
Després que lExèrcit d'Occident creués cap a la riba nord del Loira, Kléber i Marceau van aconsellar moure's en diverses columnes, però Léchelle les va anul·lar, insistint que l'exèrcit es mogués en una sola columna. Kléber va ser incrèdul i va escriure que "ens va semblar extraordinari, però vam haver d'obeir". El vespre del 25 d'octubre, l'imprudent Westermann va caure en una emboscada a Croix-de-Bataille al sud de Laval i va tornar a la seva bona posició defensiva a Entrammes. El 26 d'octubre, Léchelle i el cos principal de l'exèrcit de 25.000 homes van arribar a Château-Gontier. Va ordenar a Westermann que es retirés de la seva posició i a Kléber que continués marxant a Villiers-Charlemagne. Kléber i Marceau van recomanar que l'exèrcit s'aturés a Château-Gontier mentre concebien un atac a dues vessants a les dues ribes del riu Mayenne. Instats pels representants en missió, Léchelle i el consell de guerra van insistir a establir contacte amb els rebels l'endemà.

La batalla d'Entrammes va començar a les 11:00 del matí del 28 d'octubre de 1793, quan la divisió de Beaupuy acompanyada de Marceau es va trobar amb els vendeans a les altures d'Entrammes. Kléber va elevar la seva divisió en suport de Beaupuy que havia estat assaltat. Malauradament, Léchelle havia encallat l'exèrcit complet en una sola columna en la qual la rereguarda no podia ajudar a l'avantguarda, ni el comandant de l'exèrcit podia dictar les ordres necessàries per posar remei a la situació. Tot i que s'enfrontaven a les millors tropes de l'exèrcit, els Vendeans van llançar un atac extremadament eficaç que va fer retrocedir constantment els republicans. Finalment, en veure com la part posterior de la columna començava a desintegrar-se, les divisions de Kléber i Beaupuy es van posar a l'alçada. Aquella nit, els republicans van intentar detenir Château-Gontier, però els rebels els van expulsar d'allà. Tropes de l'Exèrcit d'Occident es va dispersar fins a Nantes, Angers i Rennes. Una font va situar les pèrdues republicanes en 12.000 homes i 19 peces d'artilleria de 30.000. Una estimació més modesta és de 4.000 baixes republicanes de 25.000 contra 2.100 vendeans morts i ferits de 31.000. Mentre els seus soldats fugien, Léchelle va cridar:
| « | <"Què he fet per manar a aquests covards?" Un soldat va respondre: "Què hem fet perquè ens mani una merda així?".> | » |

 El 28 d'octubre, Kléber i Marceau només van poder esgarrapar junts 7.000 soldats a Le Lion-d'Angers. Quan Léchelle va intentar inspeccionar les tropes amb Kléber, es va trobar amb crits de: "A baix Léchelle! Visca du Bayet! Per què no ens deixes? Visca Kléber!" El brutal Westermann va anunciar: "No, no obeiré a un covard!" Hi ha diverses històries del que va passar després. En un relat, els representants van aconseguir que Léchelle dimitís per motius de malaltia i "va jugar tan bé l'invalid que aviat va morir". En un segon relat, Merlí de Thionville el va fer detenir i portar a Nantes, on va morir a la presó per verí o desesperació. El relat final afirmava que tenia tanta vergonya que va anar a Nantes i es va suïcidar. Va morir l'11 de novembre de 1793. Chalbos va prendre el comandament de l' Exèrcit d'Occident el 28 d'octubre.

## Comentari
L'escriptor Louis Gabriel Michaud va descriure Léchelle com "sense educació i totalment desproveït de talent per al comandament". Kléber va escriure que Léchelle era "el més covard dels soldats, el pitjor dels oficials i el líder més ignorant que s'havia vist mai. No entenia els mapes, difícilment sabia com signar el seu nom i no es va apropar ni un cop al canó tret dels rebels; en una paraula, no hi havia res comparable a la seva poltrooneria i la seva ineficiència, excepte la seva arrogància, la seva brutalitat i la seva obstinació". El biògraf de Marceau, Thomas George Johnson, va qualificar Léchelle de "pomposa i inexperta".